# صيقم
صَيْقَم أو صمل (الاسم العلمي Smerinthus)، جنس حشرات من حرشفيات الأجنحة وفصيلة عثث أبو الهول. وصفت في عام 1802 من قبل بييار أندريه لاتريل. والحشرات البالغة لديها على أجنحتها الخلفية بقع كالعيون.

## معرض صور

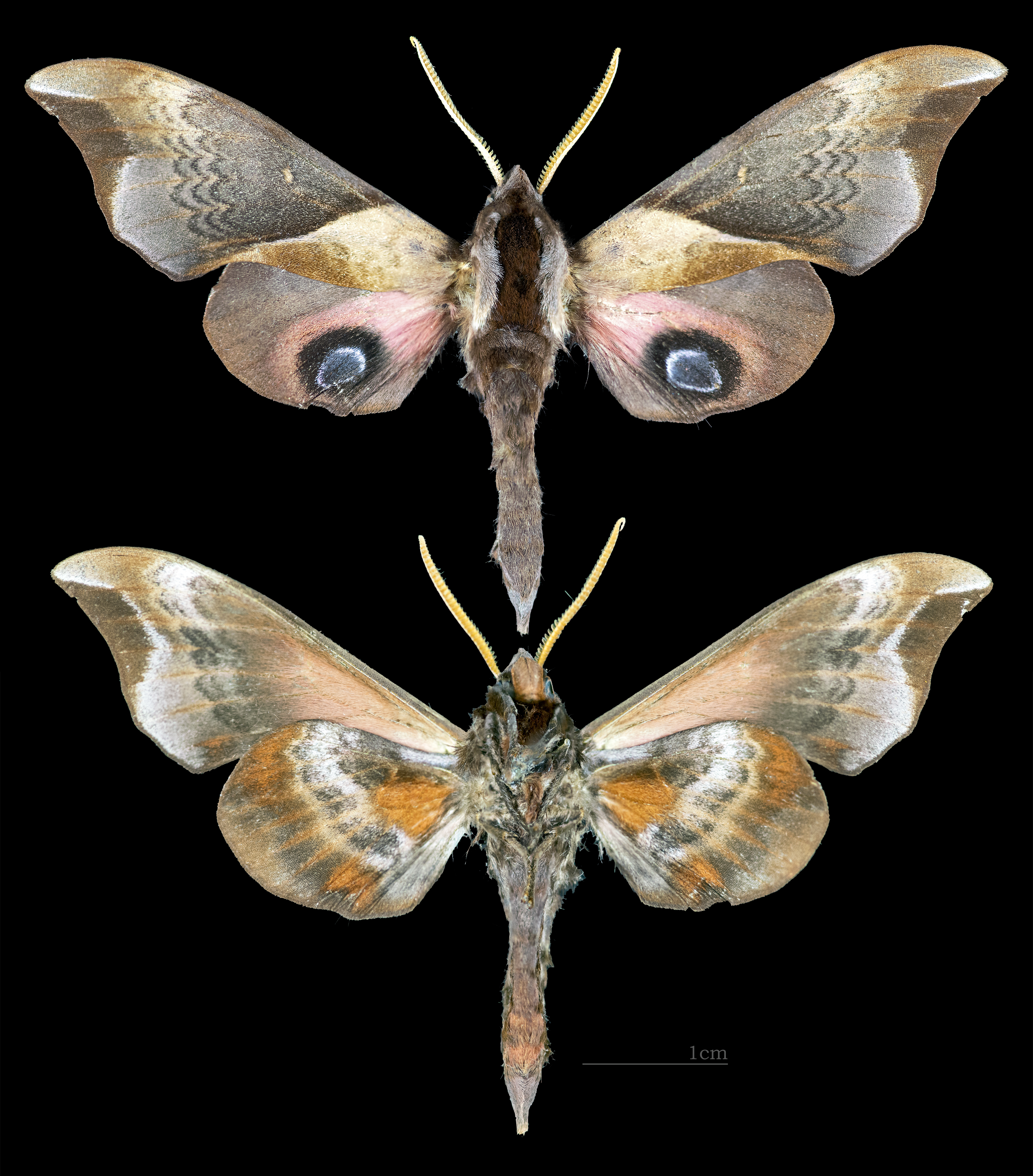
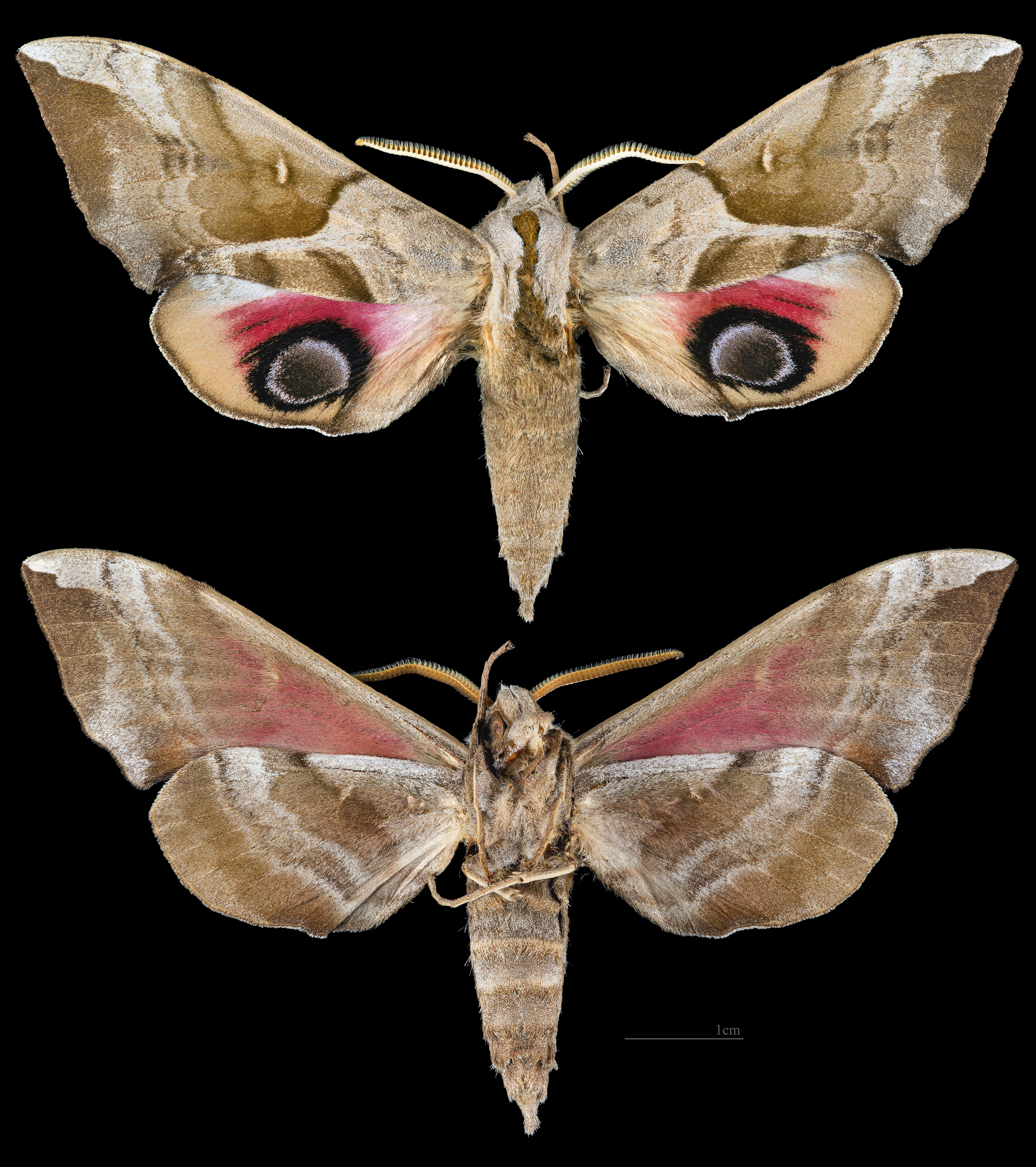
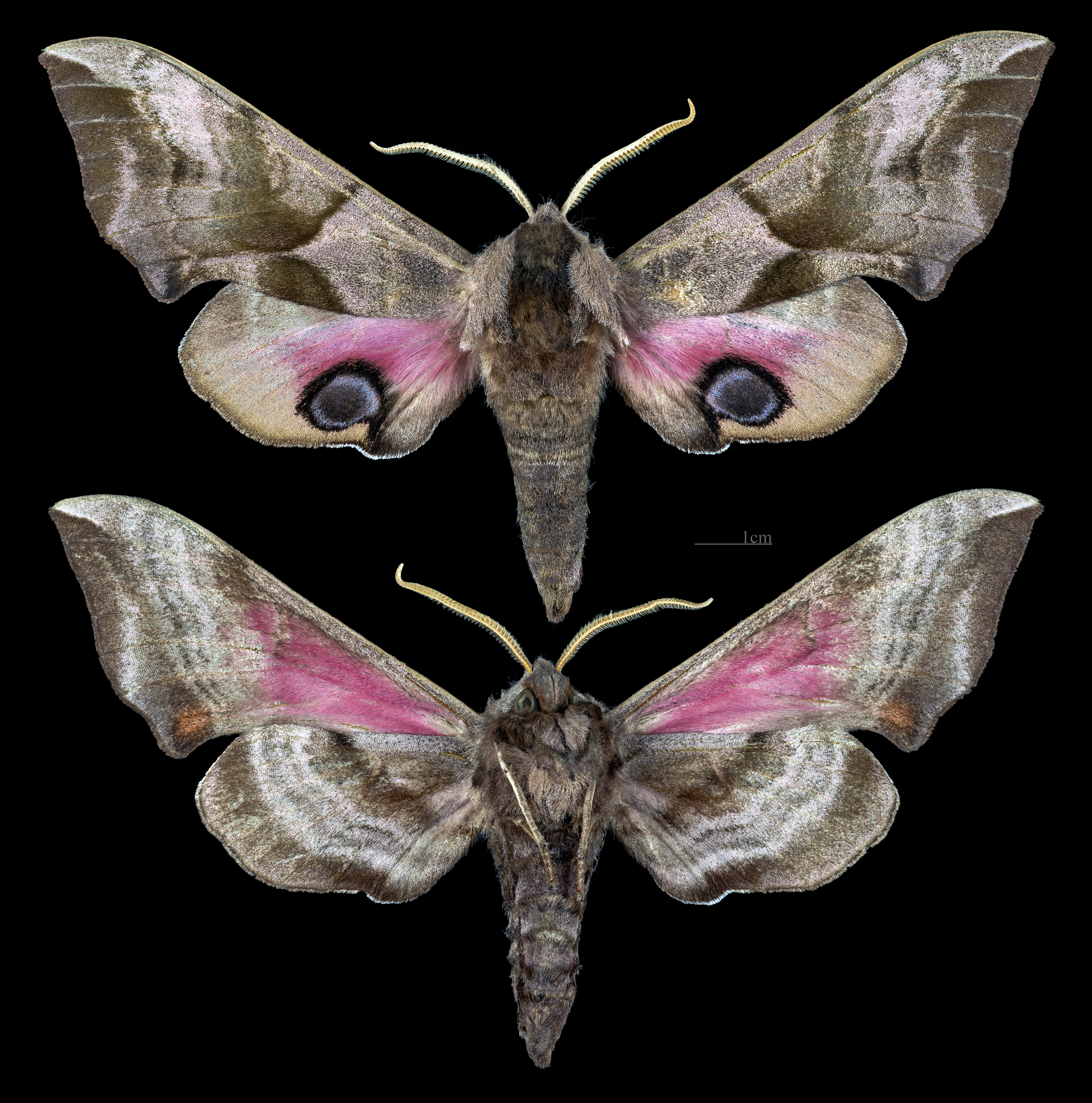
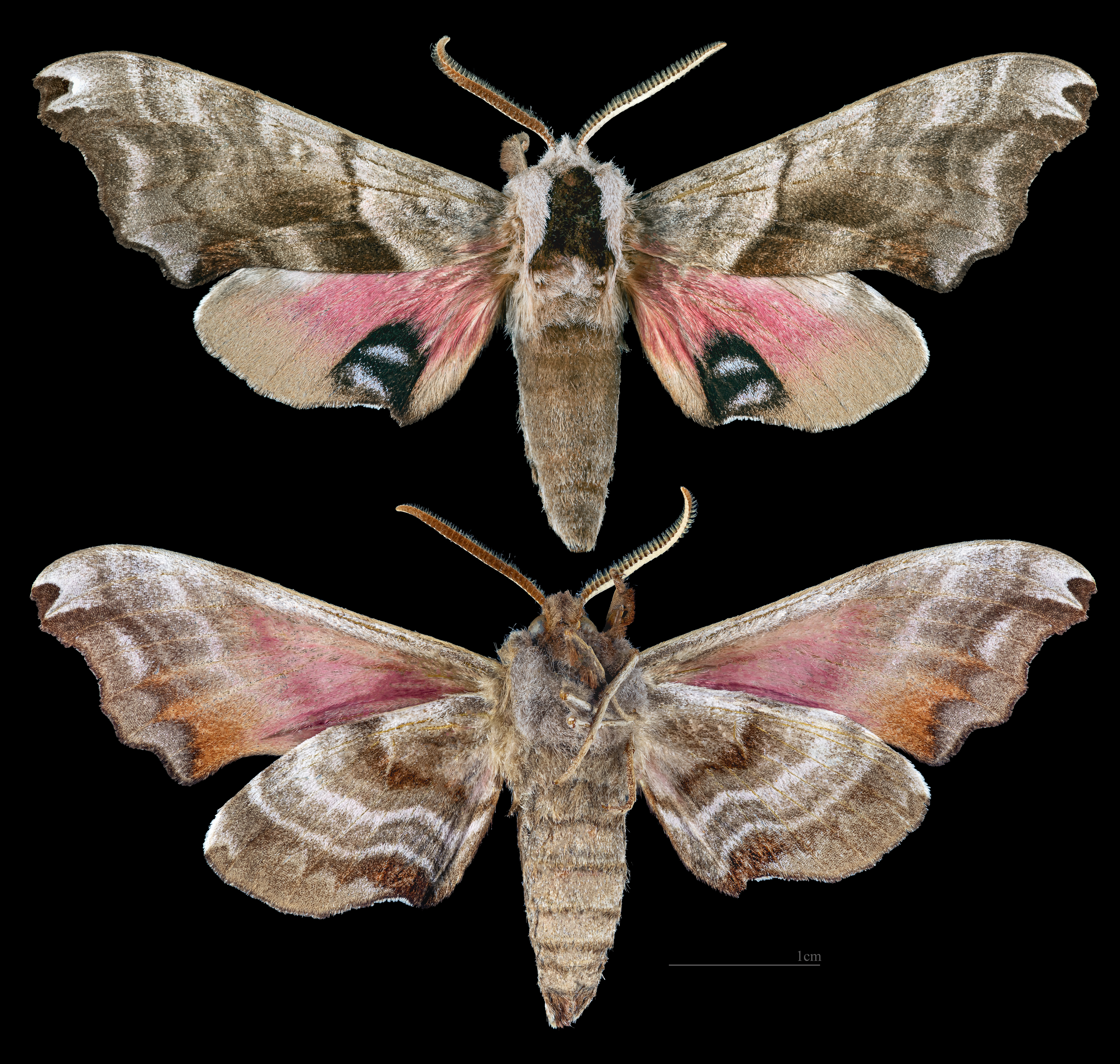
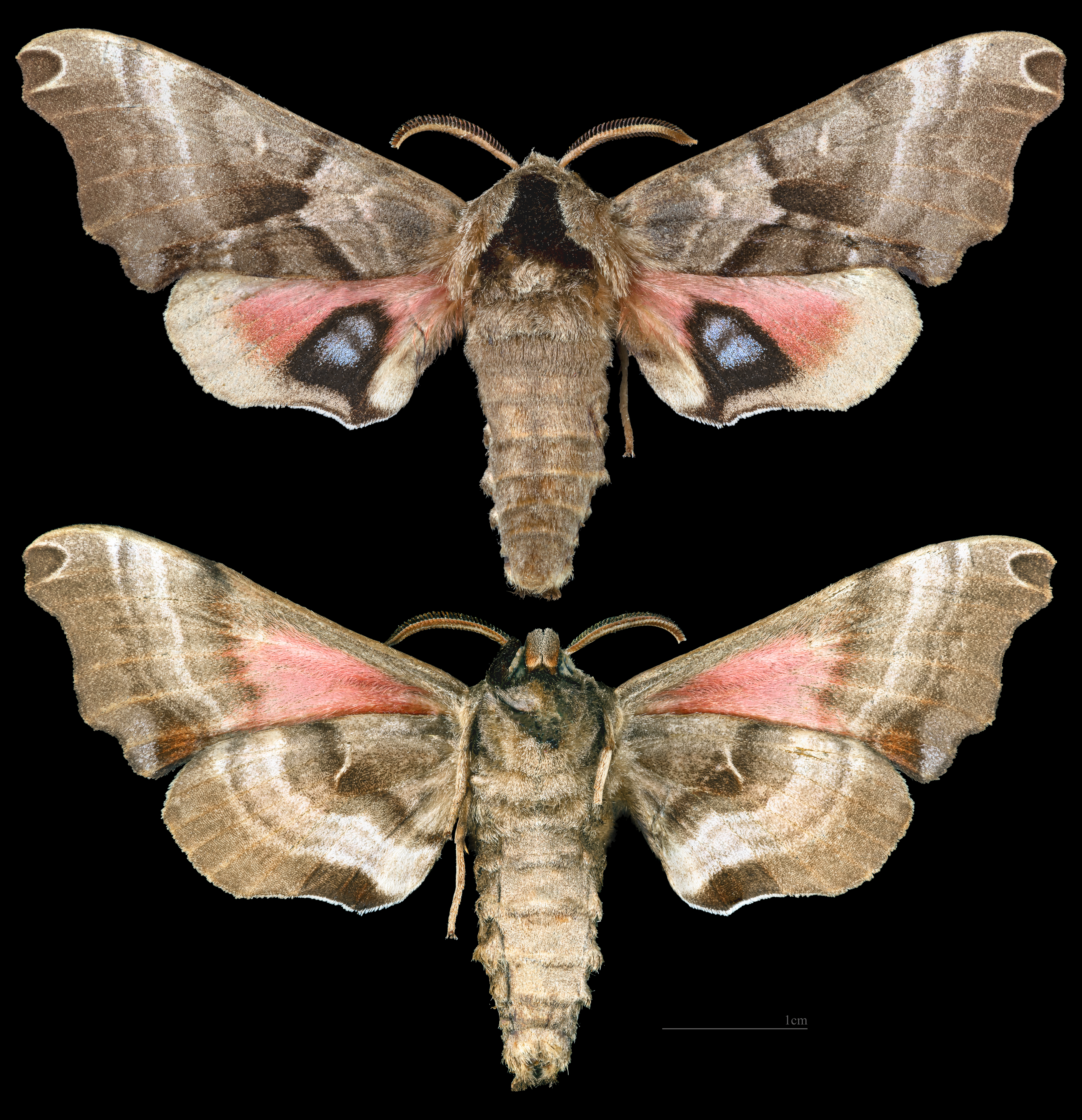